# Sarah Louise Jones
Sarah Louise Jones (Cardiff, Gales, 25 de junio de 1990) es una jugadora británica de hockey sobre césped.

## Trayectoria
Jones tuvo su primera participación olímpica en Tokio 2020. En su primer juego olímpico llegó a las semifinales, pero cayó ante Países Bajos. Obtuvo la medalla de bronce al derrotar a India, en el partido por el tercer lugar.